# CD20
CD20 (označevalec pripadnosti 20, angl. cluster of differentiation 20) je glikoziliran fosfoprotein, ki ga na svoji površini izražajo limfociti B. Pri človeku zapis zanj nosi gen MS4A1. CD20 regulira procese inicializacije in diferenciacije celičnega cikla.

## Funkcija
Beljakovina CD20 nima znanega naravnega liganda. Omogoča optimalni imunski odziv limfocitov B, zlasti na od timusa neodvisne antigene. Deloval naj bi kot kalcijev kanalček v celični membrani.

## Izražanje
CD20 izražajo limfociti B na svoji površini v vseh razvojnih stopnjah, razen v prvi (zgodnji prolimfocita B, ki se razvije iz krvotvorne matične celice) in zadnji (plazmatka). CD20 izražajo tudi celice B-celičnih limfomov, dlakavocelične levkemije in B-celične kronične limfocitne levkemije ter na rakavih matičnih celicah melanoma. Izražanje antigena CD20 uravnava kemokinska signalna pot preko sistema.
Z imunohistokemijskimi metodami lahko določimo prisotnost CD20 na površini celic v vzorcu tkiva. Ker ga izraža večina B-celičnih krvnih rakov, pri sicer podobnih T-celičnih neoplazmah pa je odsoten, je njegovo določanje uporabno pri diagnosticiranju B-celičnih limfomov in levkemij. Ni pa prisotnost ali odsotnost CD20 pri omenjenih tumorjih pomembna za prognozo. CD20-pozitivne celice so prisotne tudi pri nekaterih oblikah hodgkinove bolezni, mieloma in timoma.

## Klinični pomen
CD20 je tarča več bioloških zdravil iz skupine monoklonskih protiteles: rituksimab, obinutuzumab, ibritumomab tiuksetan, tositumomab, ofatumumab, obinutuzumab, ki se uporabljajo v zdravljenju B-celičnih limfomov in levkemij.